# César Sempere
César Sempere Padilla (Villajoyosa, Alicante, 26 de mayo de 1984) es un exjugador español de rugby. Su posición habitual en el campo era la de zaguero, sin embargo, él se sentía más cómodo en el puesto de apertura, que, según sus propias palabras, "es mi verdadero puesto y donde más a gusto me encuentro." Su hermana Yolanda también juega al rugby.
Es considerado el "niño prodigio" del rugby español, ya que tras su paso a sénior en su club de toda la vida de la capital de la comarca de la Marina Baja (Alicante), el Club de Rugby La Vila de Villajoyosa, pasó al Club de Rugby El Salvador y, tras dos temporadas en este club puntero de División de Honor, realizó una prueba con el equipo inglés de los Leicester Tigers, durante una minigira veraniega de este club inglés por Francia. Durante esa minigira veraniega de 2006 jugó dos partidos uno frente a Castres Olympique (30 minutos) y otro entero frente a Stade Français París (victoria 15-14). Tras ella, el cuerpo técnico del club inglés estuvo valorando la posibilidad de integrarle dentro de su plantilla, posibilidad que finalmente fue desechada, recalando Sempere en el CRC Madrid Noroeste, equipo en el que ha militado las últimas temporadas.
En la temporada 2009/10, César formó parte del Olympus Rugby XV Madrid, equipo creado para competir en la AMLIN Challenge Cup, en donde juega de apertura dando un alto rendimiento. Esa misma temporada, en el 2010, el Montpellier HRC le ficha para paliar la baja de su apertura suplente, mediante un "jóker médical" o comodín médico. En el verano de 2010 César anunció su fichaje por el Nottingham Rugby Football Club, club que milita en la segunda división inglesa. En mayo de 2011 ficha por Los Northampton Saints y en 2012 regresa al Club de Rugby El Salvador de Valladolid.
César Sempere debutó con la selección española de rugby el 20 de noviembre de 2004, en un partido de la European Nations Cup frente a la selección húngara en un partido en el que anotó 3 ensayos (15 puntos).

## Carrera profesional
La carrera deportiva de César Sempere comienza en el club de rugby de su lugar natal, Villajoyosa (en valenciano: La Vila Joiosa), el Club de Rugby La Vila. Tras su temprana evolución, debida a su dedicación exclusiva al rugby y a sus cualidades innatas pasó por distintos clubes punteros de la máxima categoría de la liga española e hizo que debutara con la selección absoluta de rugby a XV y de rugby a 7, siendo habitual de ambas desde su debut.

### Clubes
| Temporada(s) | Club                                   | Partidos | Titular | Puntos |
| ------------ | -------------------------------------- | -------- | ------- | ------ |
| 2002-2004    | CR La Vila                             |          |         |        |
| 2004-2006    | CR El Salvador                         |          |         |        |
| Verano 2006  | Leicester Tigers                       | 2        | 2       | 0      |
| 2006-2009    | CRC Madrid                             | 52       |         | 276    |
| 2009         | Gatos de Madrid                        | 4        | 4       | 18     |
| 2009         | Olympus Rugby XV Madrid                | 4        | 4       | 20     |
| 2010         | Montpellier HRC                        | 2        | 0       | 3      |
| 2010-2011    | Nottingham Rugby Football Club         | 22       | 18      | 4      |
| 2011-2012    | Northampton Saints Rugby Football Club | -        | -       | -      |
| 2012-2016    | CR El Salvador                         |          |         |        |
| 2016-2019    | Tatami Rugby Club                      |          |         |        |

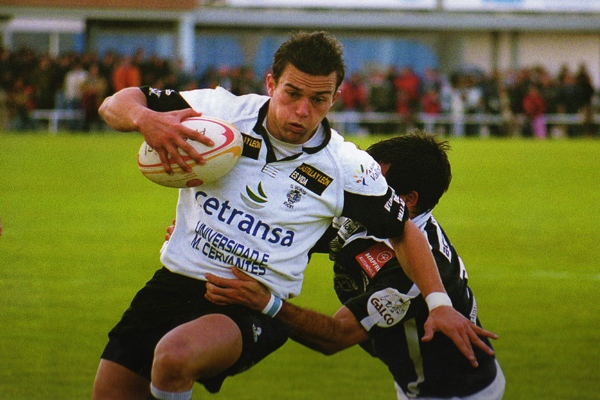
César Sempere en su época como jugador del Salvador Rugby

Como curiosidad, cabe destacar, que su paso desde El Salvador al CRC Madrid Noroeste, tiene que ver, con que este último le permitía permanecer viviendo en su ciudad natal. Sin embargo, esto cambió unas temporadas más tarde, afincándose, finalmente en Madrid.

### Selecciones
Ha participado desde 2004 en múltiples partidos con la selección española, ha jugado la fase de clasificación para el Mundial de 2007, en la que no se consiguió plaza.
Poco antes de su primera participación con la selección absoluta de rugby a XV, debutó con la selección (también en categoría absoluta) de rugby a 7, con la que ha jugado varios partidos. En 2009, tras una larga temporada de clubes, obtuvo el cuarto puesto en el Europeo de Rugby a 7 que se celebró en Hannover (Alemania) los días 11 y 12 de julio; este cuarto puesto fue sumamente importante debido a la cantidad de lesiones que plagó a la expedición española, y aun así, se consiguió ganar a los grandes dominadores de la especialidad y defensores del título: Portugal.
Ha sido seleccionado para el primer equipo europeo de la FIRA-AER que se enfrentó al equipo de los French Barbarians con motivo del 75º aniversario de la fundación de la FIRA. Salió desde el banquillo.

## Retirada temporal
A mediados de diciembre de 2009, Fermín de la Calle, periodista del Diario AS, destapó la noticia de la retirada temporal de César de los campos de juego debido a la presión y a la sobrecarga de partidos. Sin embargo, volvió a la actividad meses después tras fichar por Montpellier HRC.

## Palmarés
Hasta el 14 de julio de 2009

### Clubes
- 1 Liga de División de Honor: 2009 (CRC Madrid)
- 1 Liga Superibérica: 2009 (Gatos de Madrid)
- 4 Copas del Rey: 2005 y 2006 (Club de Rugby El Salvador); 2008 y 2009 (CRC Madrid)
- 1 Supercopa de España: 2009 (CRC Madrid)

### Selecciones
- 48 participaciones con la selección española
- 118 puntos con la selección: 2 drop goals, 22 ensayos y 1 conversión